# 支本固
支本固（?—?），山西灵丘人，是一名清朝政治人物。
支本固曾于1734年接替高国楹任崇明县知县一职，1735年由沈运泰接任。